# 1916 год
1916 (ты́сяча девятьсо́т шестна́дцатый) год  по григорианскому календарю — високосный год, начинающийся в субботу. Это 1916 год нашей эры, 6‑й год 2‑го десятилетия XX века 2‑го тысячелетия, 7‑й год 1910‑х годов. Он закончился 109 лет назад.
| Пн | Вт | Ср | Чт | Пт | Сб | Вс |
|    |    |    |    |    | 1  | 2  |
| 3  | 4  | 5  | 6  | 7  | 8  | 9  |
| 10 | 11 | 12 | 13 | 14 | 15 | 16 |
| 17 | 18 | 19 | 20 | 21 | 22 | 23 |
| 24 | 25 | 26 | 27 | 28 | 29 | 30 |
| 31 |    |    |    |    |    |    |

| Пн | Вт | Ср | Чт | Пт | Сб | Вс |
|    | 1  | 2  | 3  | 4  | 5  | 6  |
| 7  | 8  | 9  | 10 | 11 | 12 | 13 |
| 14 | 15 | 16 | 17 | 18 | 19 | 20 |
| 21 | 22 | 23 | 24 | 25 | 26 | 27 |
| 28 | 29 |    |    |    |    |    |

| Пн | Вт | Ср | Чт | Пт | Сб | Вс |
|    |    | 1  | 2  | 3  | 4  | 5  |
| 6  | 7  | 8  | 9  | 10 | 11 | 12 |
| 13 | 14 | 15 | 16 | 17 | 18 | 19 |
| 20 | 21 | 22 | 23 | 24 | 25 | 26 |
| 27 | 28 | 29 | 30 | 31 |    |    |

| Пн | Вт | Ср | Чт | Пт | Сб | Вс |
|    |    |    |    |    | 1  | 2  |
| 3  | 4  | 5  | 6  | 7  | 8  | 9  |
| 10 | 11 | 12 | 13 | 14 | 15 | 16 |
| 17 | 18 | 19 | 20 | 21 | 22 | 23 |
| 24 | 25 | 26 | 27 | 28 | 29 | 30 |

| Пн | Вт | Ср | Чт | Пт | Сб | Вс |
| 1  | 2  | 3  | 4  | 5  | 6  | 7  |
| 8  | 9  | 10 | 11 | 12 | 13 | 14 |
| 15 | 16 | 17 | 18 | 19 | 20 | 21 |
| 22 | 23 | 24 | 25 | 26 | 27 | 28 |
| 29 | 30 | 31 |    |    |    |    |

| Пн | Вт | Ср | Чт | Пт | Сб | Вс |
|    |    |    | 1  | 2  | 3  | 4  |
| 5  | 6  | 7  | 8  | 9  | 10 | 11 |
| 12 | 13 | 14 | 15 | 16 | 17 | 18 |
| 19 | 20 | 21 | 22 | 23 | 24 | 25 |
| 26 | 27 | 28 | 29 | 30 |    |    |

| Пн | Вт | Ср | Чт | Пт | Сб | Вс |
|    |    |    |    |    | 1  | 2  |
| 3  | 4  | 5  | 6  | 7  | 8  | 9  |
| 10 | 11 | 12 | 13 | 14 | 15 | 16 |
| 17 | 18 | 19 | 20 | 21 | 22 | 23 |
| 24 | 25 | 26 | 27 | 28 | 29 | 30 |
| 31 |    |    |    |    |    |    |

| Пн | Вт | Ср | Чт | Пт | Сб | Вс |
|    | 1  | 2  | 3  | 4  | 5  | 6  |
| 7  | 8  | 9  | 10 | 11 | 12 | 13 |
| 14 | 15 | 16 | 17 | 18 | 19 | 20 |
| 21 | 22 | 23 | 24 | 25 | 26 | 27 |
| 28 | 29 | 30 | 31 |    |    |    |

| Пн | Вт | Ср | Чт | Пт | Сб | Вс |
|    |    |    |    | 1  | 2  | 3  |
| 4  | 5  | 6  | 7  | 8  | 9  | 10 |
| 11 | 12 | 13 | 14 | 15 | 16 | 17 |
| 18 | 19 | 20 | 21 | 22 | 23 | 24 |
| 25 | 26 | 27 | 28 | 29 | 30 |    |

| Пн | Вт | Ср | Чт | Пт | Сб | Вс |
|    |    |    |    |    |    | 1  |
| 2  | 3  | 4  | 5  | 6  | 7  | 8  |
| 9  | 10 | 11 | 12 | 13 | 14 | 15 |
| 16 | 17 | 18 | 19 | 20 | 21 | 22 |
| 23 | 24 | 25 | 26 | 27 | 28 | 29 |
| 30 | 31 |    |    |    |    |    |

| Пн | Вт | Ср | Чт | Пт | Сб | Вс |
|    |    | 1  | 2  | 3  | 4  | 5  |
| 6  | 7  | 8  | 9  | 10 | 11 | 12 |
| 13 | 14 | 15 | 16 | 17 | 18 | 19 |
| 20 | 21 | 22 | 23 | 24 | 25 | 26 |
| 27 | 28 | 29 | 30 |    |    |    |

| Пн | Вт | Ср | Чт | Пт | Сб | Вс |
|    |    |    |    | 1  | 2  | 3  |
| 4  | 5  | 6  | 7  | 8  | 9  | 10 |
| 11 | 12 | 13 | 14 | 15 | 16 | 17 |
| 18 | 19 | 20 | 21 | 22 | 23 | 24 |
| 25 | 26 | 27 | 28 | 29 | 30 | 31 |

## События

### Январь
- 24 января — в ходе Юньнаньского восстания против императора Юань Шикая китайская провинция Гуйчжоу провозгласила независимость[1].

### Февраль
- 21 февраля — немецким наступлением на французские войска началась Битва под Верденом.
- 27 февраля — начались трёхдневные продовольственные волнения в Баку[2].

### Март
- 1 марта — начинается забастовка работников предприятий Каспийско-Черноморского товарищества[2].
- 22 марта — Генерал Юань Шикай в условиях гражданской войны отказался от титула императора Китая и вновь стал именоваться президентом Китая[3].
- 30 марта — Русское госпитальное судно «Портюгаль» затонуло на Чёрном море в результате торпедной атаки немецкой подводной лодки[4].

### Апрель
- 1 апреля — над Лондоном сбит немецкий дирижабль LZ-48.
- 24 апреля
  - Начало Пасхального восстания против английского колониального господства в Ирландии.
  - В Берне открылась международная Кинтальская конференция[англ.] социалистических партий. Закончилась 30 апреля[5].

### Май
- 1 мая — антивоенная демонстрация на Потсдамской площади в Берлине. Организатор демонстрации Карл Либкнехт осуждён на 4 года каторжных работ[6].
- 5 мая — армия США оккупировала Доминиканскую республику[7].
- 6 мая — по приговору турецкого военного трибунала в ливанском городке Алее (Алейский процесс) публично повешены лидеры арабского национального движения. Последовали репрессии против арабских национальных организаций в Сирии и Палестине. День 6 мая в независимой Ливанской республике провозглашён Днём мучеников[8].
- 31 мая — 1 июня — Ютландская битва — крупнейшее морское сражение Первой мировой войны между немецким и британским флотами.

### Июнь

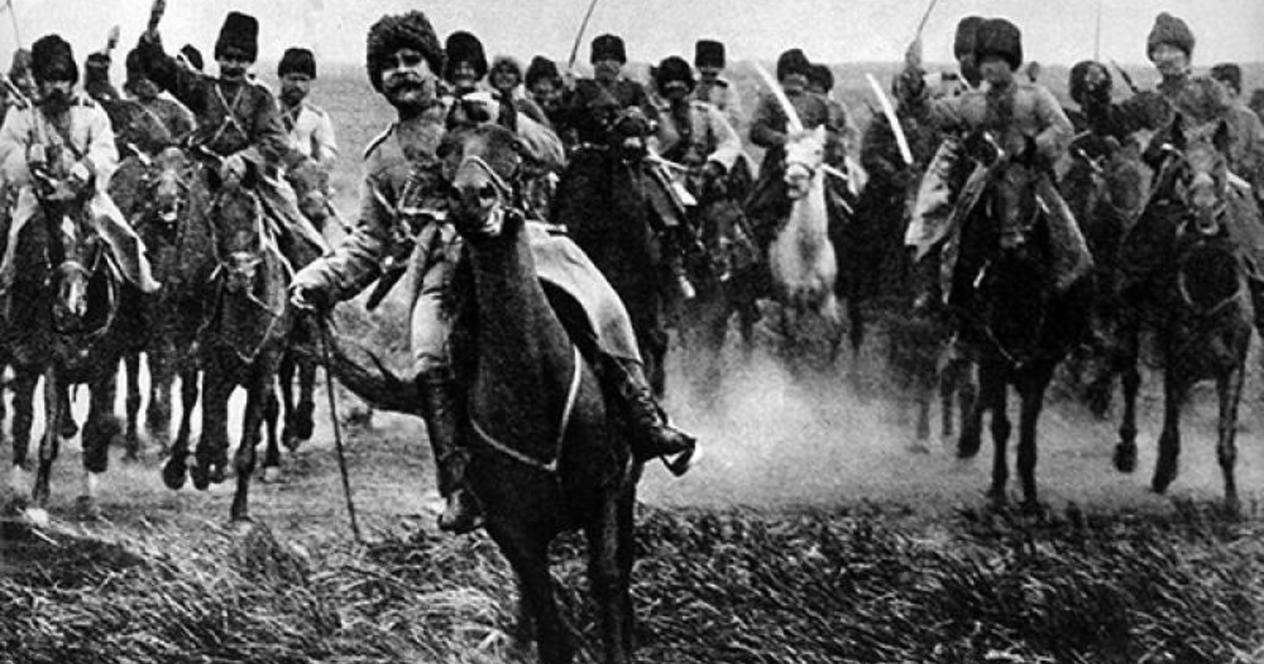
Брусиловский прорыв

- 4 июня — 20 сентября — Брусиловский прорыв под командованием генерала Брусилова. Пленены более 400 тысяч австрийцев.
- 5 июня — в районе Оркнейских островов подорвался на мине и затонул британский крейсер «Хэмпшир», на борту которого находился военный министр Великобритании фельдмаршал Гораций Китченер, направлявшийся с визитом в Российскую империю[9].
- 6 июня — скоропостижно скончался от уремии (или, возможно, принял яд) президент Китая Юань Шикай. На следующий день президентом страны стал вице-президент генерал Ли Юаньхун[10].
- 17 июня — с занятием урундийской Китеги бельгийская армия завершила оккупацию территории Руанды-Урунди, являвшейся частью Германской Восточной Африки (Кигали, столица будущей Руанды, захвачена 6 мая, а Ужумбура, столица будущего Бурунди, — 6 июня)[11][12].
- 19 июня — в Королевстве Румынии 15 000 рабочих города Галац провели новую демонстрацию и объявили всеобщую забастовку[13].
- 25 июня — Николай II издал декрет о мобилизации на прифронтовые работы («реквизиция инородцев») коренного населения Средней Азии и Казахстана, до сих пор отлучённого от воинской повинности, ввиду лишения их избирательных прав указом от 16 июня 1907 года[14], что привело к восстанию.

### Июль
- 1 июля — на Западном фронте после недельной артподготовки британские и французские армии начала наступление на позиции германских войск, переросшее в Битву на Сомме (длилась до середины ноября) — одно из крупнейших сражений Первой мировой войны.
- 4 июля — начало Среднеазиатского восстания в Российской империи.
- 30 июля — немецкой разведкой проведена диверсия[англ.] на острове Блэк-Том вблизи Нью-Йорка, в результате чего погибли 7 человек и было уничтожено значительное число боеприпасов для союзников в Европе.

### Август
- 4 августа — в Вашингтоне подписан договор между США и Королевством Данией, по которому Дания уступала Соединённым Штатам острова Сент-Томас, Сент-Джон и Санта-Крус в группе Виргингских островов за 25 миллионов долларов[15].

- 27 августа
  - Королевство Румыния объявило войну Австро-Венгерской империи.
  - Италия объявила войну Германии[16].

### Сентябрь
- 15 сентября — первое в истории мировых войн применение танков в боевых действиях. Англичане на реке Сомме бросили против немцев 49 танков модели Mk.1. Из-за низкой технической надёжности этой модели на исходные позиции выдвинулось только 32 машины (17 танков вышли из строя из-за неполадок), а из этих тридцати двух, начавших атаку, 5 застряло в болоте и 9 вышли из строя по техническим причинам. Тем не менее, даже оставшиеся 18 танков смогли продвинуться вглубь обороны на 5 км, причём потери в этой наступательной операции оказались в 20 раз меньше обычных.

### Октябрь

Акт Министерства народного просвещения России № 2773

- 4 октября — на месте железнодорожного посёлка Семёновского у станции «Мурман» основан город Романов-на-Мурмане (16 апреля 1917 года переименован в Мурманск). Предложение об образовании городского поселения с присвоением ему наименования «Романов-на-Мурмане», поданное министром путей сообщения Александром Треповым, одобрено императором Николаем Вторым ещё 19 июля 1916 года[17][18][19].
- 9 октября — Хорэйс Бьятт[англ.] назначен главой британской оккупационной администрации в Германской Восточной Африке[20][21]. Несмотря на то, что к тому моменту германские вооружённые силы на территории колонии были рассеяны ударами англо-бельгийских войск, взявших под контроль её основные центры, немцы не прекратили организованного сопротивления и перешли к активной партизанской войне, закончившейся лишь после капитуляции Германии в 1918 году[12].
- 14 октября — в соответствии с актом Министерства народного просвещения России № 2773 было образовано Пермское отделение Императорского Петроградского университета (с 1 июля 1917 года — Пермский университет).
- 18 октября — состоялось торжественное освящение и открытие для постоянного движения железнодорожного моста через реку Амур возле г. Хабаровска.
- 21 октября — социал-демократ Фридрих Адлер в знак протеста против военной политики правительства застрелил министра-президента Австрии графа Карла фон Штюргка в ресторане одной из гостиниц Вены[22].

### Ноябрь
- 3 ноября — установлен протекторат Великобритании над Катаром[23].
- 7 ноября — президентские выборы в США. Победу одержал действующий президент Вудро Вильсон.
- 16 ноября — закончено строительство Мурманской железной дороги, протянувшейся от Петрограда до Мурманска. Строительство заняло всего полтора года — небывалые для того времени темпы.
- 21 ноября
  - Подорвавшись на немецкой мине, в канале Кеа затонуло госпитальное судно «Британник» — корабль-близнец «Титаника». Погибло 30 человек.
  - Конференция литовских социал-демократических групп в Петрограде приняла решение о присоединении к большевикам и образовании Литовского района РСДРП(б)[24].
  - Скончался Австро-Венгерский император Франц Иосиф I; его преемник — Карл I.

### Декабрь
- 10 декабря — командующий французскими оккупационными властями в районе Корчи полковник А. Декуэн подписал с представителями местного населения протокол, провозглашающий создание Автономной провинции Корчи (во времена своего существования часто называемой Корчинской республикой)[25]. 16 февраля 1918 года постановлением генерала Салля протокол был аннулирован, автономия упразднена, а вся полнота власти возвращена французским оккупационным силам[26].
- 21 декабря — во время шторма в Северном море столкнулись и затонули два британских эсминца «Негро» (англ. HMS Negro) и «Хост[англ.]»; на первом корабле погиб 51 военнослужащий, на втором 4 (по другим данным соответственно 80 и 196[27])[28].
- 29 декабря — убийство Григория Распутина.

## Родились
См. также: Категория:Родившиеся в 1916 году
- 5 января — Степан Привиденцев, советский живописец (ум. в 1990).
- 12 января — Джей «Хути» Макшенн, американский джазовый и блюзовый пианист, вокалист, композитор и бэнд-лидер (ум. в 2006).
- 17 января — Татьяна Карпова, советская и российская актриса  (ум. в 2018).
- 31 января — Сангуле Ламизана, генерал, президент Верхней Вольты (ныне Буркина-Фасо) в 1966—1980 годах (ум. в 2005).
- 13 марта — Жак Фреско, американский дизайнер (ум. в 2017).
- 14 марта — Мария Фонина, актриса Московского Камерного Театра (ум. в 1993).
- 2 апреля — Олег Лундстрем, советский и российский джазовый музыкант и композитор (ум. в  2005).
- 11 апреля — Елена Дружинина, советский историк (ум. в 2000).
- 22 апреля — Иегуди Менухин, американский скрипач и дирижёр (ум. в 1999).
- 24 апреля — Григорий Федотов, советский футболист (ум. в 1957).
- 15 мая — Нина Тарас, белорусская писательница, поэтесса (ум. в 2006).
- 21 мая — Гарольд Роббинс, американский писатель (ум. в 1997).
- 1 июля — Иосиф Шкловский, советский астроном, астрофизик м. (ум. в 1985).
- 1 августа — Галина Коновалова, советская и российская театральная актриса (ум. в 2014).
- 6 августа — Доминик Минтофф, премьер-министр Мальты в 1971—1984 годах (ум. в 2012).
- 28 августа
  - Джек Вэнс, американский писатель-фантаст (ум.  2013).
  - Евсей Моисеенко, советский живописец, график и педагог, народный художник СССР, Герой Социалистического Труда (ум. в 1988).
- 14 сентября — Луис Корвалан, чилийский политик, генеральный секретарь Коммунистической партии Чили в 1958—1989 годах, лауреат Международной Ленинской премии (ум. в 2010).
- 21 сентября — Зиновий Гердт, советский актёр театра и кино, народный артист СССР (ум. в 1996).
- 23 сентября
  - Анна Тимофеева-Егорова, советский лётчик-штурмовик, Герой Советского Союза (ум. в 2009).
  - Карел Куттельвашер, чехословацкий лётчик-ас Второй мировой войны (ум. в 1959)
- 28 сентября — Ольга Лепешинская, советская и российская балерина, балетный педагог. (ум. в 2008).
- 4 октября — Виталий Гинзбург, советский и российский физик, лауреат Нобелевской премии по физике (2003) (ум. в 2009).
- 15 октября — Джемалдин Яндиев, первый в Ингушетии народный поэт, председатель Союза писателей ЧИАССР (ум. в 1979).
- 19 октября — Эмиль Гилельс, советский музыкант, один из величайших пианистов XX века; (ум. в 1985)
- 26 октября — Франсуа Миттеран, французский политик, 21-й президент Франции (ум. в 1996).
- 9 декабря — Кирк Дуглас, американский актёр (ум. в 2020)
- 13 декабря — Либер Сереньи, уругвайский политический и военный деятель, лауреат Международной Ленинской премии «За укрепление мира между народами» (ум. в 2004)

## Скончались
См. также: Категория:Умершие в 1916 году
- 16 февраля — Константин Петрович Губер, генерал-лейтенант Русской императорской армии (род. 1854).
- 11 апреля — Ричард Хардинг Дэвис, американский журналист и писатель (род. 1864).
- 12 мая — Джеймс Коннолли, ирландский революционер, борец за независимость Ирландии, марксист, основатель Ирландской социалистической республиканской партии, один из руководителей Пасхального восстания 1916 года (род. 1868).
- 17 мая — Борис Голицын, русский князь, физик, изобретатель электромагнитного сейсмографа (род. 1862).
- 27 мая — Жозеф Симон Галлиени, маршал Франции, участник колониальных войн Франции и Первой мировой войны, военный министр Франции в 1915—1916 годах (род. 1849).
- 5 июня — Гораций Герберт Китченер, английский фельдмаршал, граф (род. 1850).
- 28 августа — Габриелюс Ландсбергис-Жямкальнис, литовский драматург, театральный деятель, публицист (род. 1852).
- 21 октября — Карл фон Штюргк, министр-президент Австрии в 1911 — 1916 годах (род. 1859)
- 25 октября — Папюс, французский оккультист, маг и врач (род. 1865).
- 21 ноября — Франц Иосиф I, император Австрии в 1848 — 1868 годах, император Австро-Венгрии в 1868—1916 годах (род. 1830)
- 29 декабря — Григорий Распутин, друг семьи российского императора Николая II (убит заговорщиками) (род. 1869).
- 30 декабря — Огнеслав (Игнатий) Степанович Костович, российский изобретатель и конструктор (род. 1851).

## Нобелевские премии
- Физика — премия не присуждалась.
- Химия — премия не присуждалась.
- Медицина и физиология — премия не присуждалась.
- Литература — Карл Густав Вернер фон Хейденстам — «Как виднейший представитель новой эпохи в мировой литературе».
- Премия мира — премия не присуждалась.